# 内閣総理大臣夫人秘書

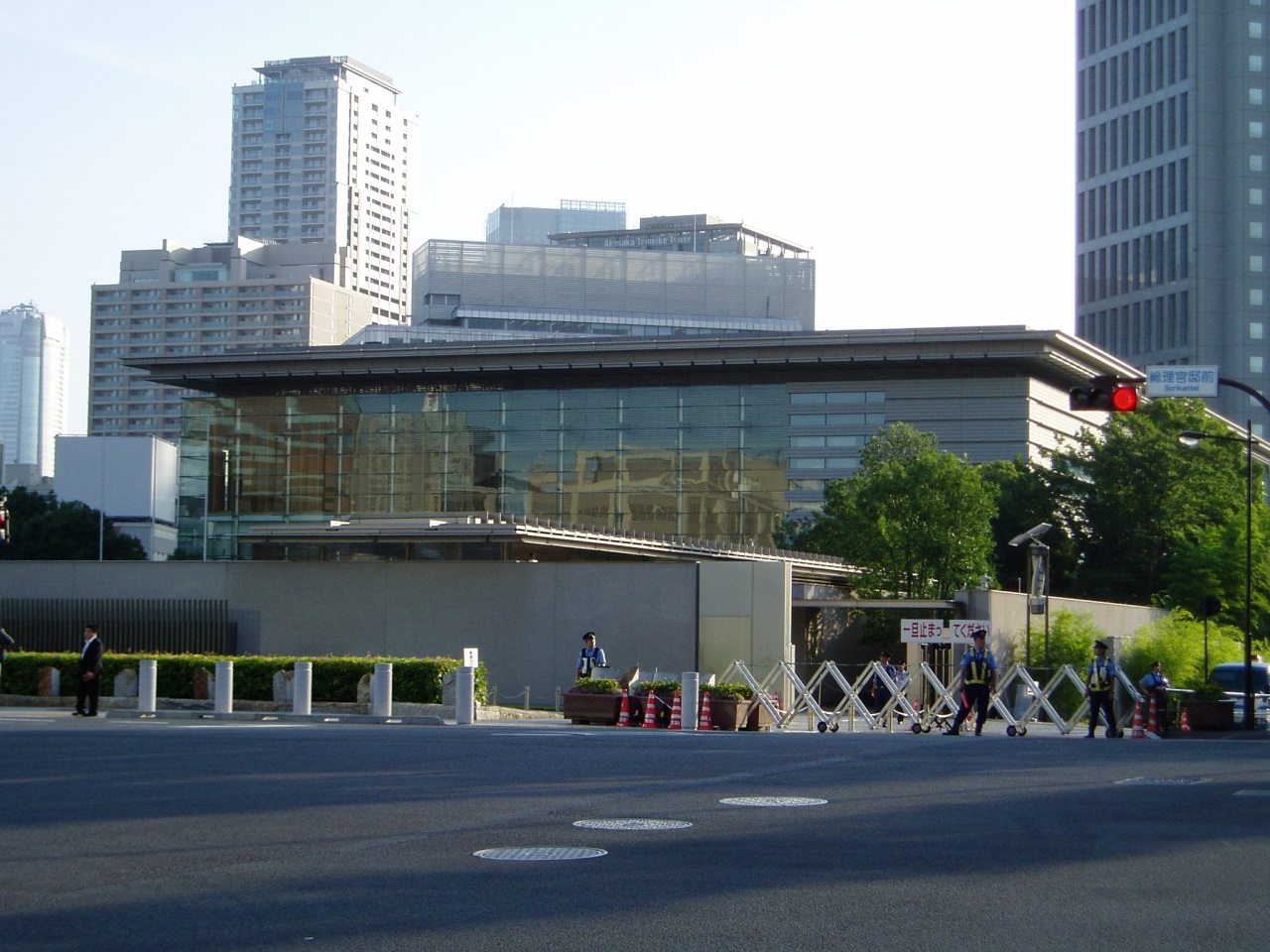
専用執務室が設置されている内閣総理大臣官邸

内閣総理大臣夫人秘書（ないかくそうりだいじんふじんひしょ）は、内閣総理大臣夫人（内閣総理大臣配偶者）の秘書である国家公務員をいう。

## 歴史
2006年、第1次安倍内閣（安倍晋三首相）で自らの妻・安倍昭恵の側近として1人設置され、外務省退官間もない宮家邦彦が就任。非常勤の一般職国家公務員で、官職名は「首相公邸連絡調整官（しゅしょうこうていれんらくちょうせいかん）」であった。宮家は、2007年8月の第1次安倍改造内閣退陣に伴い退任。この職は次期、福田康夫内閣（福田康夫首相、貴代子夫人）に引き継がれなかった。第2次安倍内閣において復活した首相夫人秘書は、米国のファーストレディを意識した制度である。
2012年12月、第2次安倍内閣（安倍晋三首相）が発足。2013年5月頃から首相周辺で「内閣総理大臣夫人・安倍昭恵の教育係兼監視役が必要」という声が上がる中、翌6月、2-3人態勢で非公式に「アッキー対策室」が設置されたといわれる。当時の室の名称は昭恵の愛称が「アッキー」だったことから。
2017年3月時点で、経済産業省・外務省から派遣された常勤2人・非常勤3人の計5人態勢となっている。総理大臣官邸内に専用執務室を有し、国会議員公設秘書とほぼ同様の役割を担うとされる。名刺に表記されている官職名は「内閣総理大臣夫人付」（英語: special assistant to the spouse of the prime minister）。なお、この5人にかかる費用（人件費）は総額で2880万円と言われている。
公務員給与のほかに、内閣総理大臣の出張に同行する際は国家公務員等の旅費に関する法律に基づく交通費が支払われている。

## 職員数の推移
内閣総理大臣夫人付き職員数の推移は、下記の通りである。
| 時点           | 内閣                      | 内閣総理大臣夫人 | 人数 | 備考                                                |
| -------------- | ------------------------- | ---------------- | ---- | --------------------------------------------------- |
| 2007年3月31日  | 第1次安倍内閣             | 安倍昭恵         | 1人  | 非常駐外務省職員                                    |
| 2008年3月31日  | 福田康夫内閣              | 福田貴代子       | 0人  |                                                     |
| 2009年3月31日  | 麻生内閣                  | 麻生千賀子       | 1人  | 非常駐外務省職員                                    |
| 2010年3月31日  | 鳩山由紀夫内閣            | 鳩山幸           | 1人  | 非常駐外務省職員                                    |
| 2011年3月31日  | 菅内閣 (第2次改造)        | 菅伸子           | 1人  | 非常駐外務省職員                                    |
| 2012年3月31日  | 野田内閣 (第1次改造)      | 野田仁実         | 1人  | 非常駐外務省職員                                    |
| 2013年3月31日  | 第2次安倍内閣             | 安倍昭恵         | 3人  |                                                     |
| 2014年3月31日  | 第2次安倍内閣             | 安倍昭恵         | 5人  | 常駐経済産業省職員（出向）2人、 非常駐外務省職員3人 |
| 2015年3月31日  | 第3次安倍内閣             | 安倍昭恵         | 5人  | 常駐経済産業省職員（出向）2人、 非常駐外務省職員3人 |
| 2016年3月31日  | 第3次安倍内閣 (第1次改造) | 安倍昭恵         | 5人  | 常駐経済産業省職員（出向）2人、 非常駐外務省職員3人 |
| 2017年3月31日  | 第3次安倍内閣 (第2次改造) | 安倍昭恵         | 5人  | 常駐経済産業省職員（出向）2人、 非常駐外務省職員3人 |
| 2020年2月17日  | 第4次安倍内閣 (第2次改造) | 安倍昭恵         | 3人  | 非常駐外務省職員                                    |
| 2020年10月21日 | 菅義偉内閣                | 菅真理子         | 3人  | 非常駐外務省職員                                    |